# Masatoshi Ono
Masatoshi Ono (en japonés: 小野 正利; Adachi-ku, Japón; 29 de enero de 1967) es un cantante japonés. Actualmente pertenece a la oficina de Shibuya Television.

## Biografía
Se graduó de la universidad de la escuela secundaria de Senshu University Matshudo High School. En la década de los 80, abandonó la Universidad de Senshu Law School. Estando en la universidad, estaba por acabar la carrera de derecho.
En 1980 se unió a la banda de metal, Fort Bragg, como vocalista.
Hacia 1989 como miembro de Fort Bragg, participó en Ikasu Band Heaven de Heisei TV · Yuji Miyake. La banda en sí no pudo ganar, pero Ono recibió el Premio al Mejor Vocalista en ese momento.
En 1992, firma con Sony Records, debutando con su sencillo «Pure ni Nare». Su tercer sencillo «You're the Only» es el tema principal del drama «Kimi no Tame ni Dekiru Koto». 
En 1999 lanza el sencillo Feeling con la cantante Yoko Oginome.
En diciembre de 2000, compuso el tema de apertura y de cierre para el videojuego de computador «Vampirdzhija Vjedogonia».
En 2005 lanzó el CD de la canción Kamen Rider Hibiki.
En agosto de 2007, amplió sus actividades apareciendo por primera vez en un escenario teatral «IMAGINE 9.11». Protagonizada por «Amadeus Japan» en diciembre del mismo año.
El 30 de mayo de 2009 participó en el PURE ROCK JAPAN LIVE 2009, como vocalista de soporte para la banda «Galneryus». En septiembre del mismo año se une de manera oficial.
En 2010 fundó su propia escuela vocal «Besé», al mismo tiempo que realiza su propia actividad como cantante, también es profesor en Bisse como instructor sénior. Ha sido instructor de voz de las cantantes de la banda AKB48, Chisato Nakata, Sayaka Nakaya, Miku Tanabe, Mayumi Uchida.
Hacia 2011 lanza su sencillo «departure!», como tema de apertura para el anime Hunter × Hunter
El 26 de enero de 2013 lanzó el álbum recopilatorio Take One! por la celebración de su cumpleaños, a través de su tienda oficial.
En 2014 lanzó el sencillo Knock on your gate!, que es el tema de apertura del anime Cardfight!! Vanguard Legion Mate Hen.
En 2017, para celebrar su 25° aniversario, lanzó el álbum cover VS -Versus-, lanzandó con 2 CD, DIVA y LEGEND. Fuma desde que tiene 20 años. En una entrevista que le realizaron dice: 

«los cigarrillos no afectan la voz»

En enero de 2019 lanzó el DVD junto con un CD, «Now and...» por su aniversario
En el pasado, dijo que estaba influenciado por THE ALFEE y BLIZARD.

## Discografía

### Sencillos
| Orden Numérico | Lanzamiento              | Cancíón                                                                                      |
| -------------- | ------------------------ | -------------------------------------------------------------------------------------------- |
| 1°             | 21 de mayo de 1992       | Pure ni Nare (ピュアになれ)                                                                  |
| 2°             | 21 de junio de 1992      | Niji ~Roku de Nashi BLUES~ (虹〜ろくでなしBLUES〜)                                           |
| 3°             | 1 de agosto de 1992      | You're the Only                                                                              |
| 4°             | 1 de noviembre de 1992   | Fly Away                                                                                     |
| 5°             | 21 de febrero de 1993    | Forever My Love                                                                              |
| 6°             | 21 de mayo de 1993       | Motto Utsukushikure (もっと美しくなれ)                                                       |
| 7°             | 21 de noviembre de 1993  | Believe                                                                                      |
| 8°             | 21 de octubre de 1994    | Mou Ichido Kimi ga Hoshii (もう一度君がほしい)                                               |
| 9°             | 21 de julio de 1995      | Itsu ni Ma ni ka Kimi wo (いつにまにか君を)                                                  |
| 10°            | 21 de agosto de 1995     | Kirei da ne (キレイだね)                                                                     |
| 11°            | 1 de octubre de 1995     | Itsu ni Ma ni ka Kimi wo (Acoustic Version) (いつのまにか君を(アコースティック・バージョン)) |
| 12°            | 21 de marzo de 1996      | Futari Dake no STORIES (二人だけのSTORIES)                                                   |
| 13°            | 22 de mayo de 1996       | Kimi ni Kita Natsu (君にきた夏)                                                              |
| 14°            | 21 de junio de 1996      | Loving You                                                                                   |
| 15°            | 25 de junio de 1997      | Sympathy                                                                                     |
| 16°            | 26 de noviembre de 1997  | Nani ga Ima Boku ni Dekiru Darou (なにがいま僕にできるだろう)                                |
| 17°            | 1 de febrero de 1999     | Heart                                                                                        |
| 18°            | 20 de noviembre de 1999  | Feeling                                                                                      |
| 19°            | 22 de diciembre de 2000  | WHITE NIGHT'                                                                                 |
| 20°            | 19 de noviembre de 2003  | I wish ~ I hope                                                                              |
| 20°            | 2 de septiembre de 2005  | Hibiki Kenzan! (響鬼見参！)                                                                  |
| 21°            | 18 de septiembre de 2009 | MURAMASA                                                                                     |
| 22°            | 26 de agosto de 2010     | Raven Steel                                                                                  |
| 23°            | 21 de diciembre de 2011  | departure!                                                                                   |
| 24°            | 16 de julio de 2014      | KNOCK ON YOUR GATE!                                                                          |
| 25*            | 26 de enero de 2023      | Inori                                                                                        |

### Álbumes de estudio
| Orden Numérico | Lanzamiento              | Título                                                            |
| -------------- | ------------------------ | ----------------------------------------------------------------- |
| 1°             | 9 de septiembre de 1992  | VOICE of Heart                                                    |
| 2°             | 21 de abril de 1993      | M.ONO                                                             |
| 3°             | 12 de diciembre de 1993  | With All My Heart                                                 |
| 4°             | 21 de noviembre de 1994  | Tenderness                                                        |
| 5°             | 1 de agosto de 1996      | X‐CROSS                                                           |
| 6°             | 17 de diciembre de 1997  | Fragments                                                         |
| 7°             | 24 de noviembre de 2004  | Fuyu Iro Monogatari ~Winter Stories~ (冬色物語～Winter Stories～) |
| 8°             | 15 de septiembre de 2023 | THE TIES OF AFFECTION                                             |

### Álbumes Cover
| Orden Numérico | Lanzamiento             | Título                   |
| -------------- | ----------------------- | ------------------------ |
| 1°             | 1 de junio de 1994      | For Pure Lovers          |
| 2°             | 5 de octubre de 2011    | The Voice -Stand Proud!- |
| 3°             | 13 de diciembre de 2017 | VS                       |

### Álbumes Recopilatios
| Orden Numérico | Lanzamiento             | Título                                           |
| -------------- | ----------------------- | ------------------------------------------------ |
| 1°             | 21 de octubre de 1995   | The Best Single Selection                        |
| 2°             | 26 de noviembre de 2008 | GOLDEN☆BEST Masatoshi Ono (GOLDEN☆BEST 小野正利) |

### EP
| Orden Numérico | Lanzamiento        | Título  |
| -------------- | ------------------ | ------- |
| 1°             | 21 de mayo de 2001 | REBIRTH |

### DVD
| Orden Numérico | Lanzamiento             | Título                                                                                         |
| -------------- | ----------------------- | ---------------------------------------------------------------------------------------------- |
| 1°             | 12 de diciembre de 1992 | VOICE of HEART                                                                                 |
| 2°             | 1 de octubre de 1993    | LIVE in VOICE III TOUR                                                                         |
| 3°             | 22 de noviembre de 1995 | The Single Selection                                                                           |
| 4°             | Febrero de 2003         | REBIRTH 〜10th anniversary〜                                                                   |
| 5°             | Octubre de 2010         | Masatoshi Ono BIRTHDAY LIVE @ duo MUSIC EXCHANGE (小野正利 BIRTHDAY LIVE @ duo MUSIC EXCHANGE) |
| 6°             | 25 de enero de 2019     | Now and...                                                                                     |

## Televisión
Lista de las canciones usadas para comerciales, animes o películas.
| Canción                                     | TV                                                                     | Año  |
| ------------------------------------------- | ---------------------------------------------------------------------- | ---- |
| Pure ni Nare                                | Canción para el comercial Konica «Konica Color XG400»                  | 1992 |
| Niji ~Roku de Nashi BLUES                   | Tema de la película de anime «Rokudenashi Blues»                       | 1992 |
| You're the Only                             | Tema del drama «Kimi no Tame ni Dekiru Koto»                           | 1992 |
| Fly Away                                    | Canción para el comercial Japan Airlines «JAL SKI '93»                 | 1993 |
| Forever My Love                             | Tema del drama «Hotel Doctor»                                          | 1993 |
| Keep on Shining                             | Canción para el comercial Asahi Beer «Ale 6»                           | 1993 |
| Motto Utsukushikure                         | Canción para el comercial TDK «SUPER CDing»                            | 1993 |
| Natsu no Iro, Kimi no Iro                   | Canción para el comercial «Suzutan»                                    | 1993 |
| Believe                                     | Tema de la serie «Jilldora Love»                                       | 1993 |
| Mou Koi Shika Mienai                        | Canción para el comercial NTT «birthday telegram»                      | 1993 |
| Itsu ni Ma ni ka Kimi wo                    | Canción para el comercial Sapporo Bear «Creating a Life»               | 1995 |
| Itsu Demo Doko ka ni                        | Canción para el comercial Daido Life Insurance                         | 1995 |
| Kirei da ne                                 | Canción para el comercial Nippon Oil «Wakeley Gasoline»                | 1995 |
| Itsu ni Ma ni ka Kimi wo (Acoustic Version) | Tema de cierre para el anime «Mama wa Poyopoyo Saurus ga Osuki»        | 1995 |
| Futari Dake no STORIES                      | Canción para el comercial Japan Dairy Products Association «J-MILK»    | 1996 |
| Loving You                                  | Canción para el comercial Pola «Day and Day»                           | 1996 |
| Kimi ni Kita Natsu                          | Canción para el comercial Meiji Dairies «Aqua Bulgaria»                | 1996 |
| Sympathy                                    | Canción para el comercial Sun Star «Medical AP White»                  | 1997 |
| Power of Sun                                | Canción para el comercial Miki House                                   | 1997 |
| Nani ga Ima Boku ni Dekiru Darou            | Tema de TV «Saikan de Misano Konno»                                    | 1997 |
| Heart                                       | Tema de cierre de TV «AXEL»                                            | 1999 |
| Ai o ima dou Shitai                         | Canción de campaña del juego de Dreamcast «Kitae.»                     | 1999 |
| Hajimari wa Kimi no Yuuki                   | Canción para el comercial «Tashiro ・ Kagura ・ Mitsumatsura ski area» | 1999 |
| departure!                                  | Tema de apertura para el anime «HUNTERXHUNTER 2011»                    | 2011 |
| KNOCK ON YOUR GATE!                         | Tema de apertura para en anime «CardFight!! Vanguard: Legion Mate-hen» | 2014 |
| Fight It Out!                               | Tema de apertura para el anime «Dragon Ball Z Kai»                     | 2014 |
| Inori                                       | Tema de cierre para el anime «Shuumatsu No Valkyrie»                   | 2023 |